# Antòfils
Els antòfils (Anthophila, gr. "amant de les flors") són un clade d'himenòpters dins la superfamília dels apoïdeus. Viuen en ruscs i s'alimenten del nèctar de les flors, a partir del qual elaboren la mel. També recol·lecten pol·len, destinat a la producció d'aliment per a les larves. Tenen un paper molt important en la pol·linització de les plantes amb flors. Són anomenats de forma genèrica abelles, però també inclou borinots i vespes.
Els antòfils tenen una llengua llarga, o glosa, que fan servir per a obtenir el nèctar de les flors. Posseeixen també petites antenes, formades per tretze segments en els mascles i dotze en les femelles. Tenen dos parells d'ales, el de darrere més petit. El segon parell de potes està adaptat per a la recol·lecció de pol·len, i l'apèndix de l'abdomen és un fibló que usa per a defensar-se.
Existeixen prop de 20.000 espècies conegudes d'antòfils, repartides en nou famílies, i s'estima que n'existeixen al voltant de 30.000 espècies en total. Els antòfils poden ser solitaris o viure en grans comunitats de diversos tipus. Les més avançades d'aquest tipus són les colònies, o ruscs eusocials, que es poden trobar entre les abelles de mel i les abelles sense fibló.
L'apicultura és la cria d'abelles, generalment per a l'obtenció de mel i d'altres productes apícoles, encara que de vegades l'objectiu pot ser la fecundació de conreus. Al llarg dels últims anys, tant les poblacions d'abelles salvatges com les domesticades estan patint greus pèrdues per un motiu (o una sèrie de motiu) que encara no acaba d'estar clar.
Es creu que la socialitat ha evolucionat de manera separada en els diferents grups d'abelles.

## Introducció

Morfologia d'una abella de la mel femella.

Els antòfils estan adaptats per alimentar-se de nèctar i pol·len; el nèctar és principalment una font d'energia, i el pol·len és principalment una font de proteïna i altres nutrients. La majoria de pol·len és utilitzat com a aliment per les larves.
Els antòfils tenen una llarga probòscide (una "llengua" complexa) que els permet obtenir el nèctar de les flors. Tenen antenes que gairebé universalment estan compostes de tretze segments en els mascles i dotze en les femelles, com és típic en la superfamília dels apoïdeus. Tots els antòfils tenen dos parells d'ales, dels quals el posterior és el més petit. En molt poques espècies, un sexe o casta té ales relativament petites que fan que el vol sigui difícil o impossible, però cap espècie no manca d'ales.
L'antòfil més petit és Trigona minima, una abella sense fibló, en què les obreres només mesuren 2,1 mm de llarg. L'antòfil més gran és Megachile pluto, un megaquílid, en què les femelles poden assolir una mida de 39 mm. Els membres de la família dels halíctids són el tipus d'antòfil més comú de l'hemisferi nord, tot i que són bastant petites i sovint se les confon amb les vespes o les mosques.
L'espècie més coneguda d'antòfil és l'abella de la mel, que, com ho suggereix el seu nom, produeix mel, igual que algunes altres espècies d'abella. La gestió d'aquesta espècie pels humans rep el nom d'apicultura.
Les abelles són el menjar preferit de l'ocell Merops apiaster, conegut vulgarment com a abellerol. Altres depredadors comuns són els tirans, els mímids, les vespes Philanthus i les libel·lules.

## Abelles eusocials

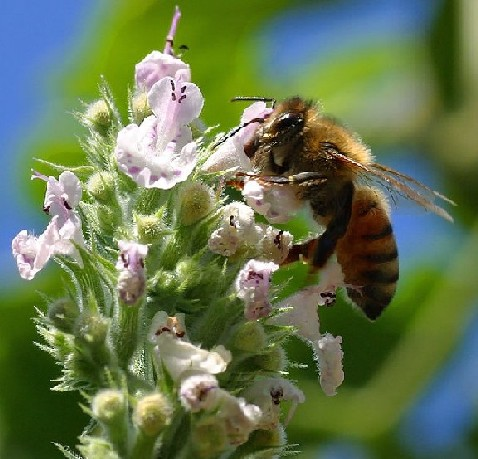
Abella libant

Les abelles eusocials viuen en grans ruscs, cadascuna de les quals posseeix una sola reina junt amb les obreres i els abellots.
El cicle de vida dels abellots comença a la primavera, quan la reina desperta de la seva hibernació. En aquest moment l'abella reina és la que fa tota la feina perquè encara no existeixen abelles obreres. Aleshores, cerca un lloc on construir el niu, i construeix les bresques de mel. És també la que s'encarrega de la recol·lecció de nèctar i el pol·len. Les colònies d'abellots moren a la tardor, després de criar una nova generació d'abellots reina, els quals sobreviuen individualment en punts amagats. Curiosament, algunes abelles reina busquen refugi a l'hivern en arnes o ruscs d'abelles de mel, on sovint són localitzades mortes durant la primavera per l'apicultor, presumiblement mortes per les abelles de mel.
Amb les abelles de mel, supervivents de l'hivern com a colònia, la reina comença a desovar a l'hivern, preparant-se per a la primavera. Aquest procés és activat probablement per la duració del dia i la temperatura. La reina és l'única femella fèrtil, i la que diposita els ous d'on naixeran totes les altres abelles. Amb excepcions, com el seu vol d'aparellament o l'establiment d'una nova colònia, la reina mai més no tornarà a abandonar el rusc després de ser fecundada. La reina diposita un ou a cada cel·la preparada per les abelles obreres. L'ou desclou i es transforma en una petita larva que és alimentada per les abelles “infermeres” (abelles obreres que mantenen l'interior de la colònia). Passada aproximadament una setmana (depenent de l'espècie), s'omple la cel·la d'aliment (una barreja de nèctar i pol·len) i la larva és segellada dins. En aproximadament una altra setmana (novament depenent de l'especie), la larva emergeix ja com una abella adulta.
Tant les obreres com les reines s'alimenten de gelea reial durant els primers tres dies de l'estat larvari. Després, les obreres canvien per una dieta de pol·len i nèctar o mel diluïda, mentre que aquelles larves elegides per ser reines continuen rebent gelea reial. Això causa que la larva es converteixi en pupa més ràpidament, a més d'augmentar la mida i desenvolupar-se sexualment. Els apicultors que es dediquen a la cria de reines consideren que una bona nutrició durant l'estat larvari és importantíssim per a la qualitat de les reines criades, essent altres factors importants una bona genètica i un nombre suficient d'aparellaments. Durant els estats larval i pupal, diversos paràsits, com la Varroa (Varroa destructor), poden atacar la pupa o la larva dins les cel·les, destruint-la o atrofiant-la.
Les reines no són criades en les típiques cel·les d'empollament horitzontals de la bresca, sinó que les seves cel·les són construïdes especialment, en ser aquestes molt més grans i estar en posició vertical. Quan la reina acaba la seva etapa d'alimentació larval i es converteix en pupa, es desplaça a una posició de cap per avall, des de la qual després es menja la seva cel·la per sortir. Durant l'etapa de pupa, les abelles obreres tapen o segellen la cel·la. Just després d'emergir de les seves cel·les, sovint les abelles reines produeixen un so reptant les altres reines acabades de néixer dins la mateixa colònia, a les quals busquen i intenten matar, ja sigui lluitant directament amb elles o clavant l'agulló dins la cel·la, si encara no han nascut.
Les abelles obreres són femelles infèrtils. Tenen unes glàndules per on segreguen la cera utilitzada per a construir el rusc, i són les encarregades de netejar i mantenir-lo net, criar les joves, protegir la colònia i recol·lectar el nèctar, el pol·len i el pròpolis.

## Antòfils cleptoparàsits
Els antòfils cleptoparàsits, anomenats comunament "abelles cucut" perquè el seu comportament és similar al dels cucuts, existeixen en diverses famílies d'antòfils, tot i que tècnicament el nom és més apte per la subfamília d'àpids dels nomadins. Les femelles d'aquestes espècies manquen d'estructures per recollir pol·len (l'escopa) i no construeixen nius propis. Generalment entren als nius d'espècies recol·lectores de pol·len i ponen els ous en cèl·les aprovisionades per l'antòfil hoste. Quan la larva d'abellau cucut surt de l'ou, consumeix la bola de pol·len de la larva hoste, i si encara no ho ha fet la cleptoparàsita femella, també mata i es menja la larva hoste. En alguns casos en què els hostes són espècies socials, el cleptoparàsit roman al niu de l'hoste i hi pon molts ous, i a vegades mata la reina hoste i n'ocupa el lloc.
Molts antòfils cleptoparàsits estan estretament relacionats amb, i s'assemblen a, els seus hostes tant en aparença com en mida, (ex., el subgènere de Bombus Psithyrus, que són borinots paràsits que s'infiltren als nius d'altres espècies de subgèneres de Bombus). Aquest patró comú dona peu al principi ecològic conegut com a "regla d'Emery". D'altres parasiten antòfils de famílies diferents, com ara Townsendiella, un àpid nomadí, una espècie del qual és cleptoparàsita del gènere de dasipodaid Hesperapis, mentre que d'altres espècies del mateix gènere ataquen antòfils halíctids.

## Antòfils nocturns
Quatre famílies d'antòfils (els andrènids, col·lètids, halíctids i àpids) contenen algunes espècies que són crepusculars (poden ser o bé de tipus vespertí o matinal). Aquests antòfils tenen ocels molt engrandits que són extremament sensibles a la llum i la foscor, però incapaços de formar imatges. Molts d'ells són pol·linitzadors de flors que també són crepusculars, com ara onagres, i alguns viuen en hàbitats desèrtics on les temperatures diürnes són extremament elevades.

## Vol dels antòfils

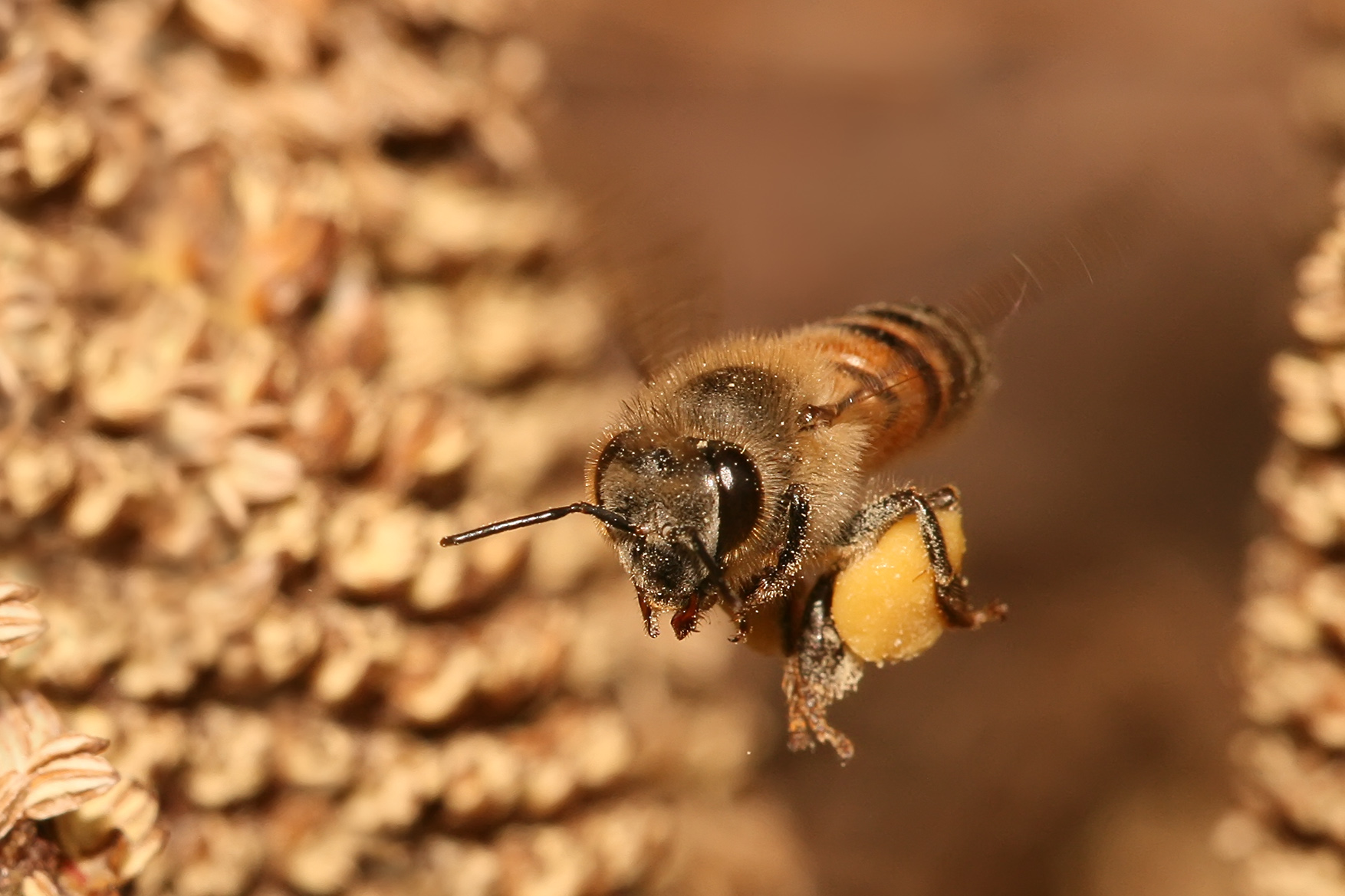
Una abella vola portant pol·len a la seva corbícula.

Al seu llibre del 1934 en francès Le vol des insectes, M. Magnan escrigué que ell i un cert Sr. Saint-Lague havien aplicat les equacions de la resistència aerodinàmica als borinots, i havien descobert que el seu vol no es podia explicar per càlculs d'ala fixa, però que "no calia sorprendre's perquè els resultats dels càlculs no es corresponguin amb la realitat". Això ha conduït a la creença equivocada, ben estesa, que els antòfils "violen la teoria aerodinàmica", quan en realitat només confirma que els antòfils no tenen un vol d'ala fixa, sinó que el seu vol es pot explicar per una altra mecànica, com la que utilitzen els helicòpters.
El 1996, Charlie Ellington, de la Universitat de Cambridge mostrà que els vortexs creats per les ales de molts insectes i els efectes no lineals eren una font vital de sustentació; els vortexs i els fenòmens no lineals són àrees notòriament difícils de la hidrodinàmica, cosa que ha alentit el progrés en la comprensió teòrica del vol dels insectes.
El 2005, Michael Dickinson i els seus col·legues a Caltech estudiaren el vol de les abelles de la mel amb l'ajut de cinematografia d'alta velocitat i un model robòtic gegant de l'ala d'una abella. La seva anàlisi revelà que es generava una sustentació suficient mitjançant la "combinació no convencional de batudes d'ala curtes i entretallada, una rotació ràpida de l'ala quan es gira i inverteix la seva direcció, i una freqüència de batuda d'ales molt elevada". La freqüència de batuda d'ales normalment augmenta a mesura que es redueix la mida, però com que la batuda d'ales de les abelles cobreix un arc tan petit, les baten aproximadament 230 vegades per segon, més ràpid que la mosca de la fruita (200 vegades per segon), que és unes 80 vegades més petita.

## Pol·linització
Els antòfils tenen un paper important en la pol·linització de les plantes amb flor, i són el principal tipus de pol·linitzador en els ecosistemes que contenen aquesta mena de plantes. Els antòfils es concentren o bé en la recol·lecció de nèctar o bé en la de pol·len segons la demanda que hi hagi, especialment en les espècies socials. Els antòfils que recullen nèctar poden efectuar la pol·linització, però les que recullen pol·len expressament són pol·linitzadors més eficaços. Es calcula que un terç de l'aprovisionament de menjar dels humans depèn de la pol·linització pels insectes, gran part de la qual és feta pels antòfils, especialment l'abella de la mel, domesticada. La pol·linització per contracte ha superat el paper de producció de mel pels apicultors en molts països. Els monocultius i el declivi massiu de moltes espècies d'antòfil (tant salvatges com domesticades) han fet que els apicultors tendeixin cada cop més a migrar, de manera que les abelles es puguin concentrar en àrees de pol·linització d'alta demanda que varien amb les estacions.

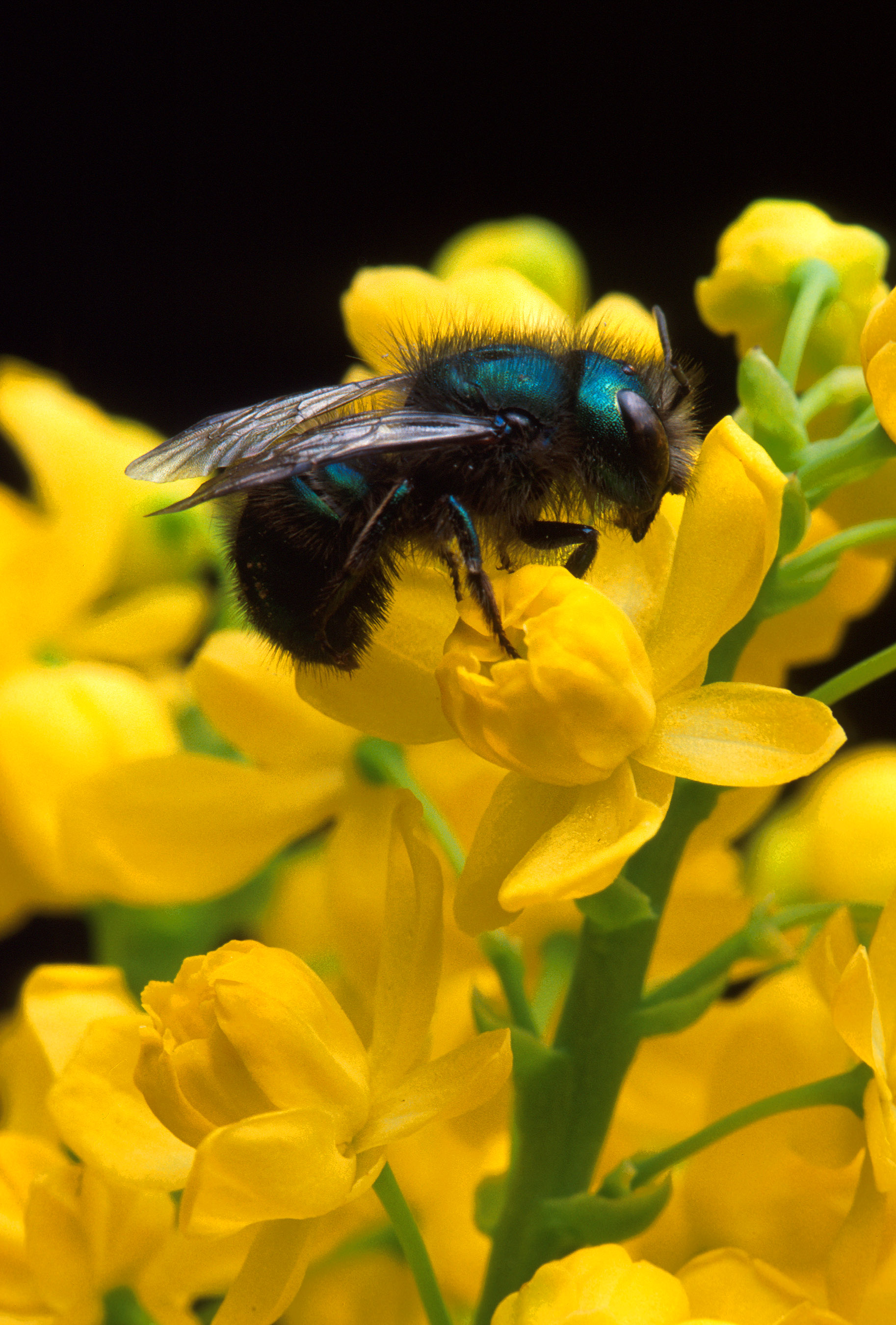
Osmia ribifloris

La majoria d'antòfils són peluts i tenen una càrrega electroestàtica, que ajuda a fer que s'adhereixi el pol·len. Les femelles deixen periòdicament de buscar aliment i s'empolainen per emmagatzemar el pol·len a l'escopa, que es troba a les potes en la majoria d'espècies, i a l'abdomen ventral en altres, i que està modificada en corbícules especialitzats a les potes de les abelles de la mel i espècies properes. Molts antòfils són recol·lectors oportunistes, i recullen pol·len d'una varietat de plantes, mentre que d'altres són oligolèctic, recollint pol·len de només una o poques espècies de plantes. Un nombre reduïts de plantes produeixen olis florals nutritius en lloc de pol·len, i els antòfils oligolèctics els recullen i els utilitzen. Un petit subgrup de meliponinis, anomenats abelles voltor, s'han especialitzat per alimentar-se de carronya, i són els únics antòfils que no utilitzen productes vegetals com a aliment. El pol·len i nèctar se solen combinar per formar una "massa de provisió" que sol tenir la consistència d'una sopa, però que també pot ser ferma. Se la moldeja en diverses formes (normalment esferoides) i se l'emmagatzema en una petita cambra (una "cel·la") amb l'ou dipositat a la massa. Típicament se segella la cel·la després de pondre-hi l'ou, i els adults i les larves mai no interaccionen directament (un sistema anomenat "aprovisionament en massa").
A Nova Zelanda, científics descobriren que tres gèneres d'antòfils originaris han evolucionat per obrir els borrons del vesc nadiu Peraxilla tetrapetala. Els borrons no es poden obrir per si sols, però són oberts per ocells com ara el tui i Anthornis melanura, que retorcen la part superior del borró madur. Aquesta acció engega un mecanisme que fa que els pètals s'obrin de sobte, franquejant l'accés al nèctar i el pol·len. Tanmateix, quan observaren els antòfils nadius a la província de Canterbury de la South Island, els científics quedaren astorats en veure que els antòfils mossegaven la part superior dels borrons, i després empenyent-los amb les potes, a vegades obrint els borrons, permetent que hi entrin els antòfils per recollir-ne el nèctar i el pol·len, i contribuint així a la pol·linització del vesc, que es troba en declivi a Nova Zelanda. És l'únic lloc del món on els antòfils han demostrat la capacitat d'obrir flors explosives adaptades als ocells.
Visitar flors pot ser una ocupació perillosa. Molts redúvids i tomisoïdeus s'amaguen a les flors per atrapar antòfils despreocupats. Altres antòfils són caçats pels ocells mentre volen. Els insecticides que es fan servir en les plantes amb flor maten molts antòfils, tant per enverinament directe com per contaminació del seu subministrament d'aliment. Una abella reina pot pondre 2.000 ous per dia durant l'acumulació primaveral, però també pot pondre entre 1.000 i 1.500 ous per dia durant l'estació de recol·lecció, principalment per compensar les baixes, gran part de les quals són obreres que moren de velles. Tanmateix, en els antòfils solitaris i primitivament socials, la reproducció és una de les més baixes de tots els insectes, ja que és normal que les femelles d'aquestes espècies produeixin menys de 25 descendents en tota la vida.

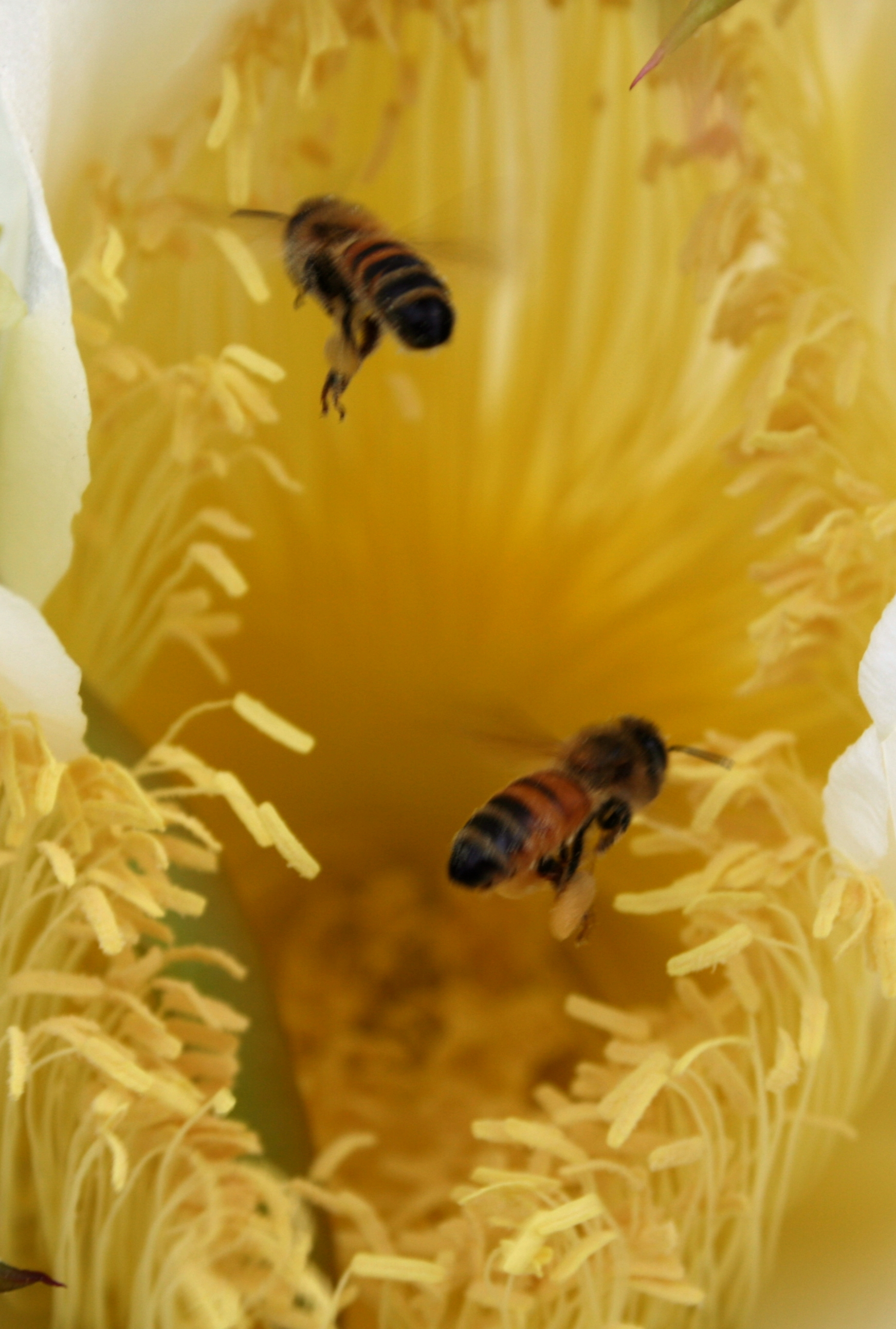
Dues abelles de la mel recullen pol·len d'un cactus.

El valor poblacional dels antòfils depèn parcialment de l'eficàcia individual de cada antòfils, però també de la població mateixa. Així doncs, mentre que s'ha observat que els borinots són pol·linitzadors deu vegades més eficaços de les cucurbitàcies, l'eficàcia total d'una colònia d'abelles de la mel és molt superior gràcies a la seva superioritat numèrica. De manera similar, quan els arbres fruiters comencen a florir a la primavera, les poblacions de borinots encara es troben limitades a unes poques reines, de manera que no són pol·linitzadors importants dels primers fruits.

## Evolució

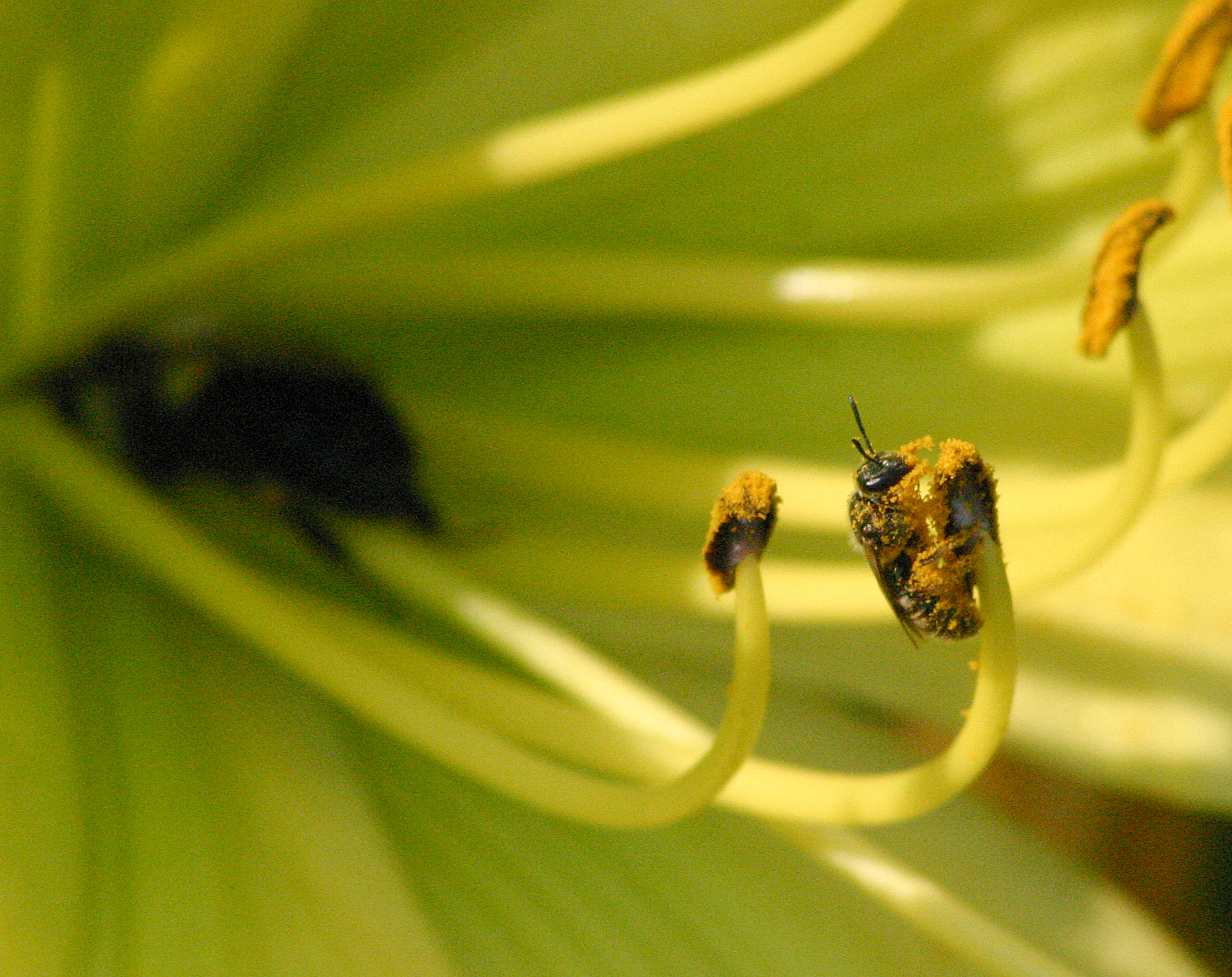
Les abelles varien molt en la mida. En la imatge, una minúscula abella halíctida recull pol·len, mentre que un borinot recull nèctar d'un lliri darrere seu.

Com les formigues, els antòfils són una forma especialitzada de vespa. Els avantpassats dels antòfils foren vespes de la família dels crabrònids, predadores d'altres insectes. El canvi de menjar insectes a menjar pol·len podria haver estat el resultat de consumir preses que havien visitat flors i estaven parcialment cobertes amb pol·len quan eren donades com a aliment per les larves de vespa. Aquest mateix procés evolutiu també s'ha produït entre les abelles vespoïdees, en què el grup de les vespes del pol·len també evolucionaren d'avantpassats depredadors. Fins fa poc, el fòssil no de compressió d'antòfil més antic era Cretotrigona pisca, un meliponini trobat en ambre del Cretaci de Nova Jersey. Un fòssil d'antòfil recentment descobert, del gènere Melittosphex, és considerat "un llinatge extingit d'apoïdeus, germans dels antòfils moderns, recollidors de pol·len", i data del Cretaci inferior (~100 mya). Les característiques derivades de la seva morfologia ("apomorfies") la situen clarament entre els antòfils, però conserva dos trets ancestrals no modificats ("plesiomorfies") de les potes (dues pues mediotibials i un basitars posterior esvelt) que indiquen el seu caràcter de transició.
Les primeres flors pol·linitzades per animals foren pol·linitzades per insectes com ara coleòpters, de manera que l'escenari de la pol·linització per insectes ja estava ben establert abans que els antòfils apareguessin. La novetat és que els antòfils s'han "especialitzat" en aquesta tasca, amb modificacions etològiques i físiques que milloren específicament la pol·linització, i solen ser més eficients que els coleòpters, les mosques, les papallones, les vespes del pol·len, o qualsevol altre insecte pol·linitzador. Es creu que l'aparició d'aquests especialistes florals impulsà la radiació adaptativa de les angiospermes i, al seu torn, els antòfils mateixos.
Entre els grups vivents, es considera que els dasipodaids són els antòfils més "primitius", i tàxon germà de la resta d'antòfils, al contrari del que deien hipòtesis anteriors que consideraven els col·lètids com el grup basal d'antòfils; l'aparell bucal, curt i semblant al de les vespes, dels col·lètids, són el resultat d'una evolució convergent, i no un indici de condició plesiomòrfica.

## L'abella a la cultura
A la cultura micènica les abelles eren vistes com a pont amb l'altre món (potser per influència d'una deessa anomenada Pòtnia, semblant a Demèter). Representaven la variabilitat de la vida, ja que tenien el verí (amb la picadura) i fabricaven la mel. Tres dones-abella van oferir a Apolo el seu do profètic.
El seu caràcter social i organitzat va fer que servissin per a nombrosos exemples i al·legories, i per això les trobem als escrits de Virgili, Shakespeare o Marx, entre d'altres. Napoleó les va adoptar com a emblema del seu poder (seguint un símbol egipci de la monarquia)
Com la mel (juntament amb la llet o l'ambrosia) eren aliments divins, les abelles van adquirir a la literatura un paper destacat com a inspiradores d'artistes per crear obres plenes de bellesa. El color groc del seu cos les emparentava a més a més amb la llum.

### Més detalls
La relació directa dels humans amb les abelles és milenària. En una primera etapa els homínids i els humans recol·lectors devien recollir mel de les abelles salvatges com encara fan algunes tribus primitives (i cultures no tant primitives).
- En l'art egipci de fa uns 4.500 anys es poden observar les primeres proves de l'apicultura. Es varen trobar pots de mel en la tomba de Tutankhamon.[15][16]
- Aristòtil les va estudiar, com es recull en la seva Història dels animals (Llibre 9). Ja va descobrir que les abelles moren quan perden el fibló un cop han picat, que les obreres tenen cura dels cadavers, que les abelles pateixen l'atac d'alguns predadors, que hi una divisió en castes, ...És interessant la descripció de la dansa i alguns termes associats.[17]
- Virgili va esmentar les abelles en les Èglogues i l'Eneida.[18]
- Plini en va parlar en la seva Historia natural.[19][20][21][22]
- Gairebé tots els autors geopònics escrigueren sobre les abelles.
  - Cató el Vell no va parlar de les abelles.
  -  Marcus Terentius Varro a la seva obra Rerum rusticarum libri III tractà de les abelles.[23]
  -  Lucius Junius Moderatus Columella.[24][25]
  -  Rutilius Taurus Aemilianus Palladius.[26]

- Cassianus Bassus hi dedicà un capítol de la Geopònica.
- Sant Isidor de Sevilla.[27]
- Abu Zacaria Yahya en l'obra Kitab al-Filaha (El llibre de l'agricultura) parla de les abelles.[28]
- Fra Miquel Agustí[29]

## Apicultura
L'apicultura és una especialització de la ramaderia que consisteix en la cria de l'abella Apis mellifera per l'home per tal d'explotar els productes del rusc. L'apicultor ha de procurar a l'eixam d'abelles un abric, tenir-ne cura: alimentació suplementària, control de malalties, anar amb compte amb els plaguicides, fecundació artificial de reines, etc. Se'n recull una part de la mel que produeixen procurant que no els en manqui per passar l'hivern.

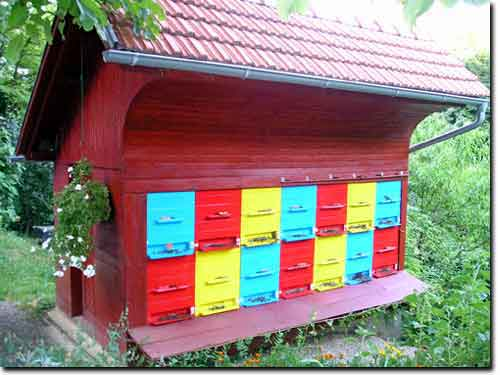
Ruscos associats en un abellar

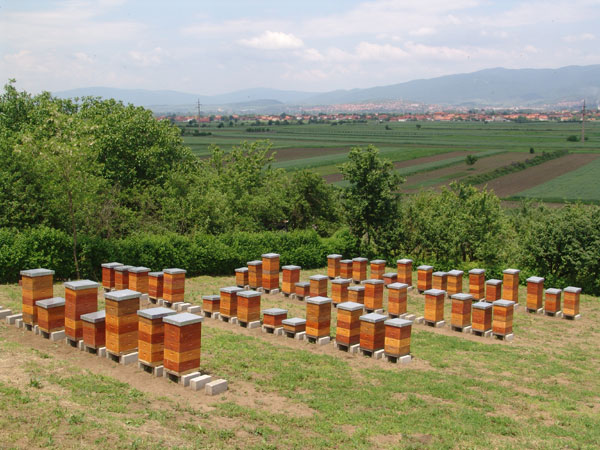
Un abellar tradicional al camp

Els productes més tradicionals que es recollien de les abelles eren la mel i la cera. El pròpolis, usat ja en l'antic Egipte, ha esdevingut d'ús molt corrent i amb noves aplicacions des de fa relativament pocs anys. El mateix es pot dir de la gelea reial o del pol·len fresc, recollit abans que les abelles entrin al rusc i el processin per fer-ne l'anomenat pa d'abella. També hi ha explotacions dedicades a vendre eixams o activitats relacionades amb el mercat de venda de ruscos buits, estris apícoles, medicaments, etc.
Practicada en tots els continents (s'han exportat les abelles mel·líferes allà on aquesta espècie no hi tenia una distribució espontània), aquesta activitat difereix segons les varietats (subespècies) d'abelles, el clima i el nivell de desenvolupament econòmic. L'apicultura és un camp on es barregen els mètodes ancestrals (com el fum per actuar dins del rusc) amb els mètodes moderns com la inseminació artificial de reines o l'estudi del trajecte de les abelles equipades amb microreflectors de radar.

## Productes derivats de les abelles
Hi ha uns quants productes importants derivats de les abelles.
El primer i principal és la mel. Aliment amb propietats interessants i llaminadura per a molts animals.
També la cera ha estat aprofitada des de temps immemorials.
La gelea reial és un altre aliment amb propietats suposadament benèfiques en totes les edats.
La pròpolis és un producte aprofitat ja pels egipcis que presenta propietats antisèptiques i conservants. El pol·len fresc, recollit del que han aplegat les abelles, és un suplement dietètic molt apreciat per alguns consumidors.

### Productes de procedència indirecta
N'hi ha un de clàssic: l'aiguamel o hidromel. Beguda alcohòlica obtinguda a partir de la fermentació de la mel dissolta en aigua. Beguda, entre d'altres, pels Vikings i esmentada en les literatures escandinaves. Francesc Eiximenis en parlà com a beguda dels anglesos.

## Galeria

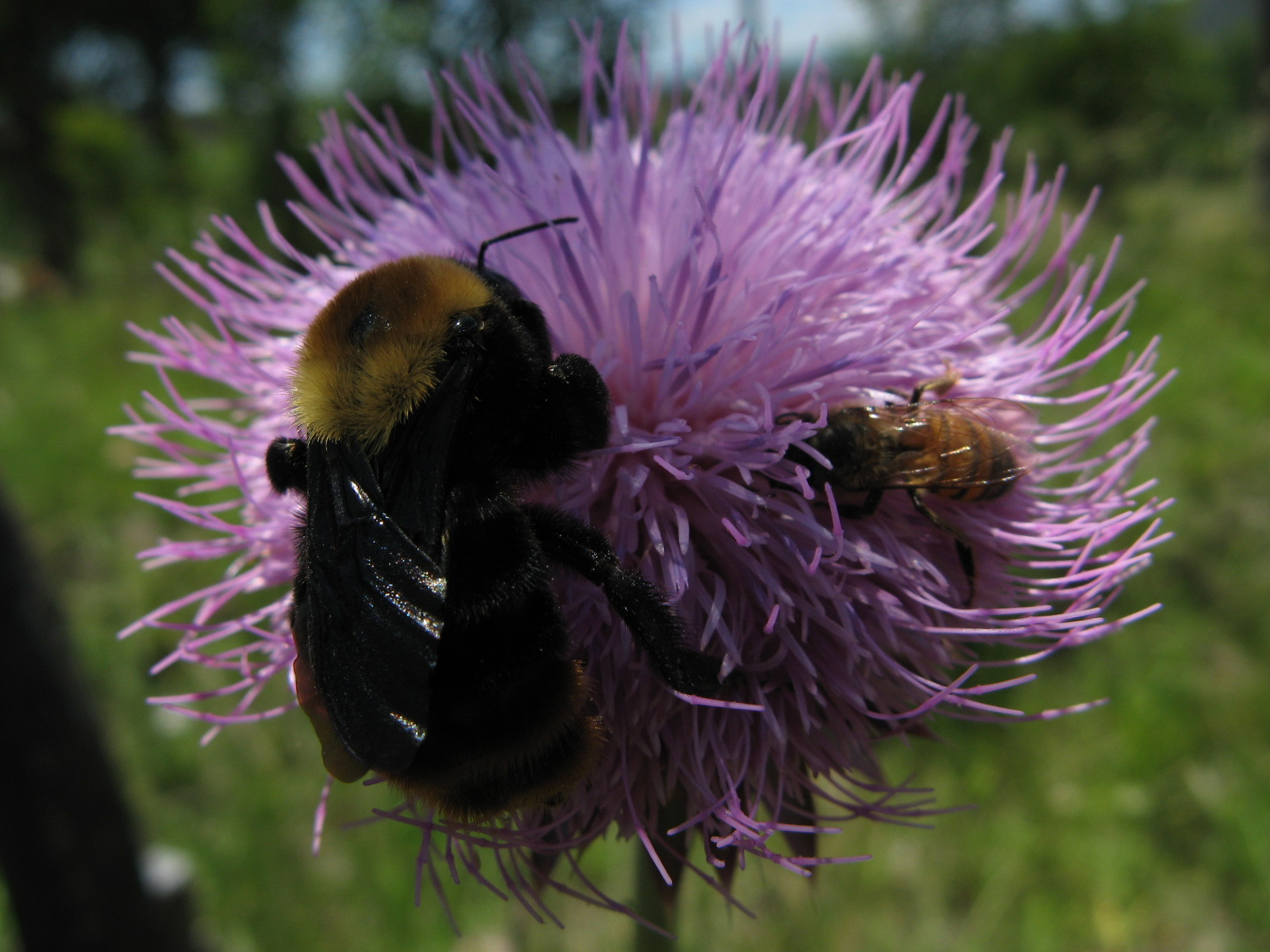
Un borinot i una abella de la mel
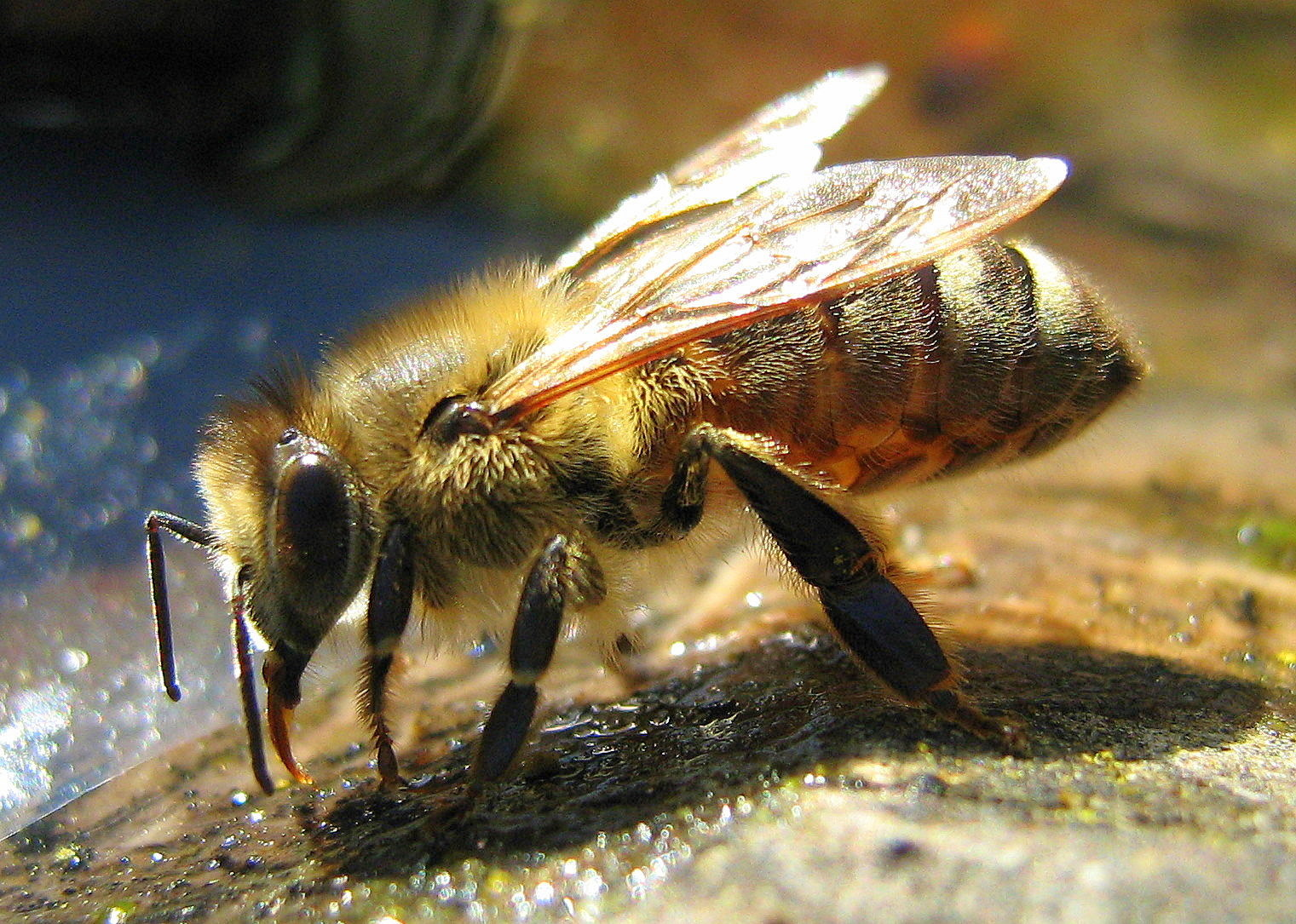
Una abella de la mel a Polònia
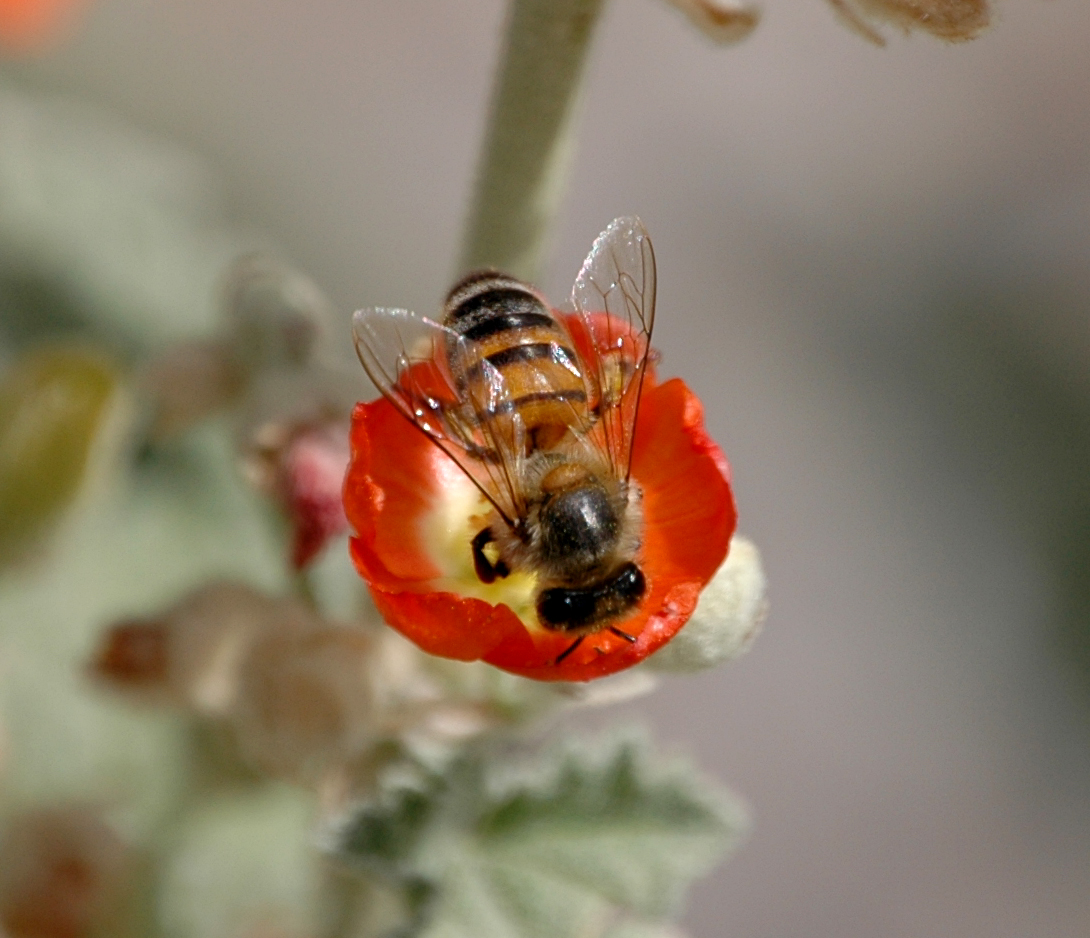
Abella de la mel sobre una flor Sphaeralcea a Mesa (Arizona)
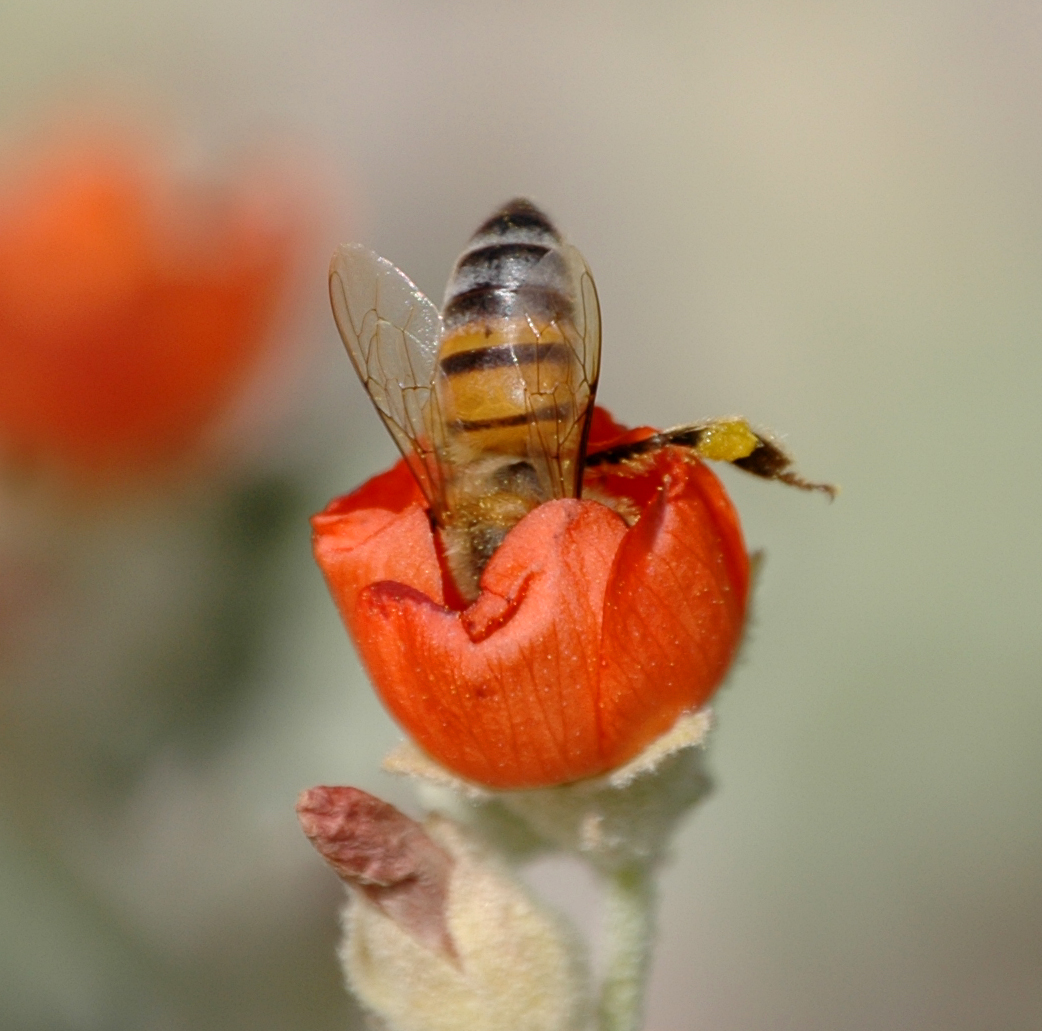
Abella de la mel sobre una flor Sphaeralcea a Mesa (Arizona)
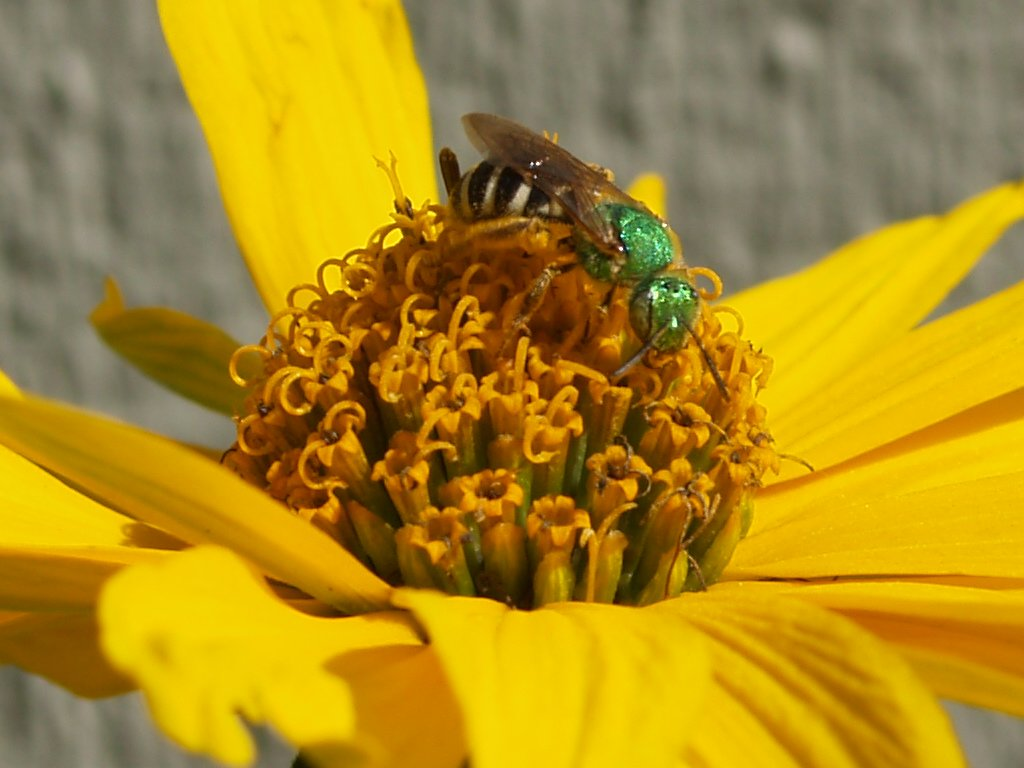
Un halíctid, Agapostemon virescens (femella) sobre una flor Coreopsis. Madison (Wisconsin)
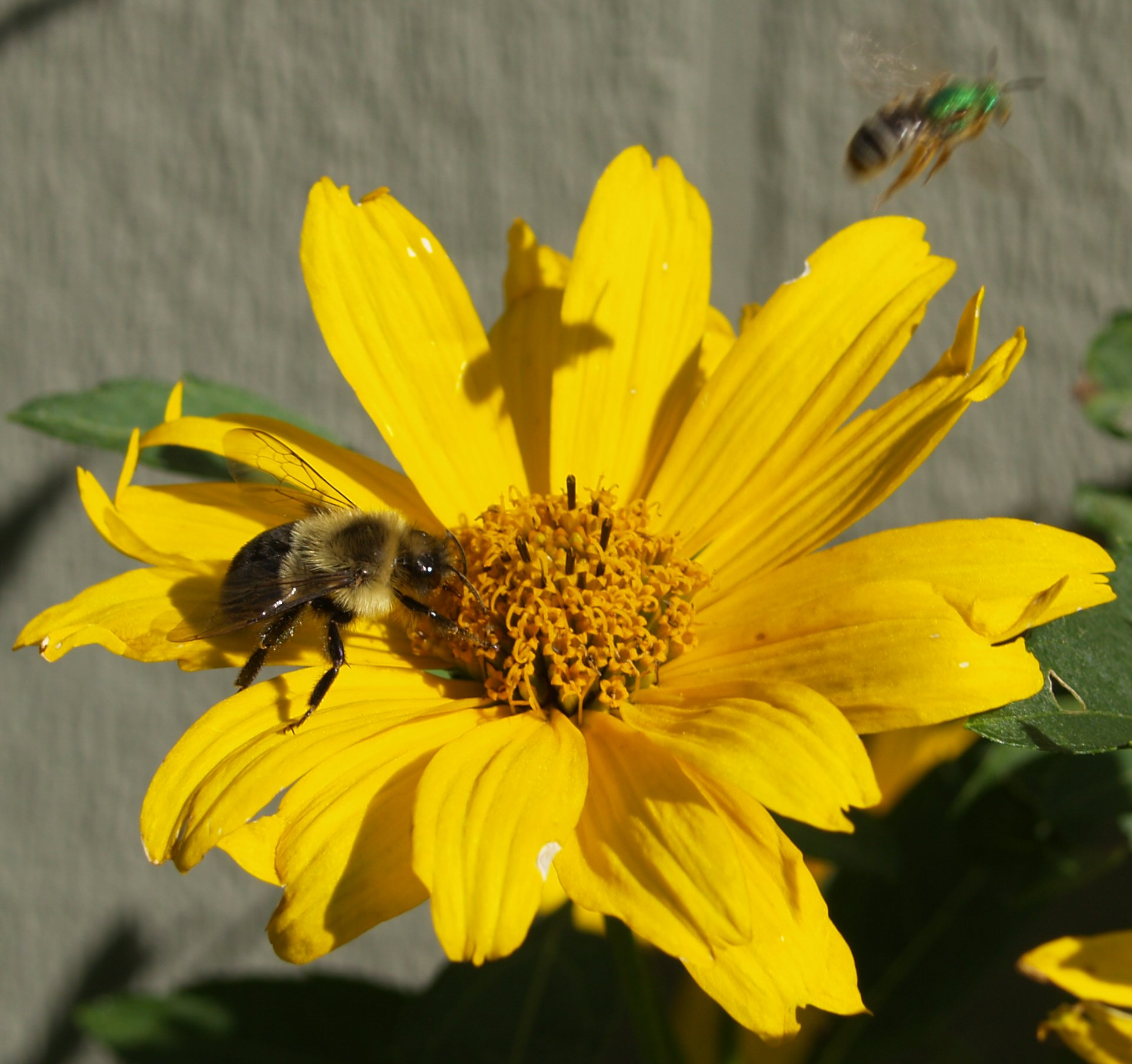
Un borinot (Bombus sp.) espanta un Agapostemon virescens. Madison (Wisconsin)
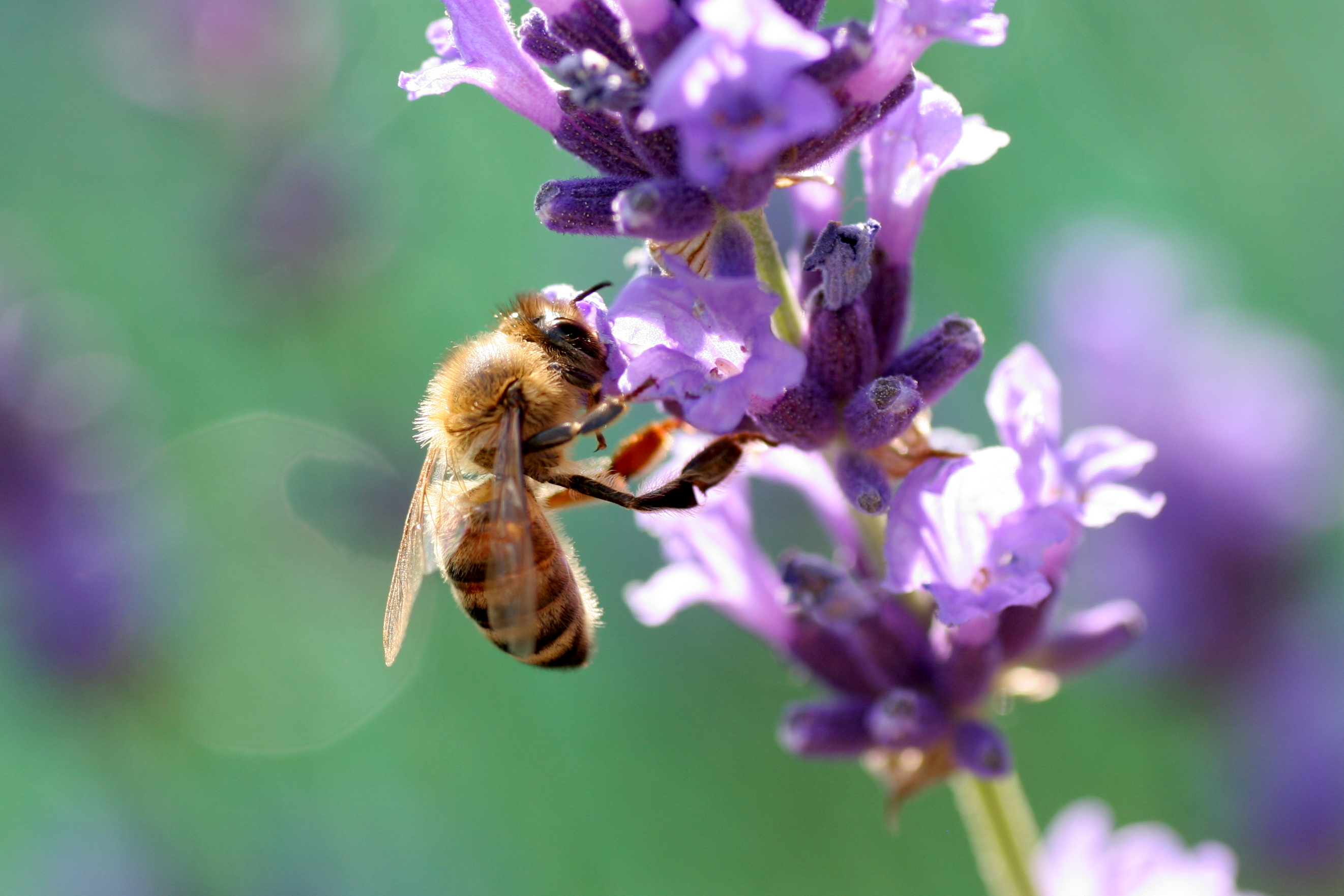
Abella de la mel
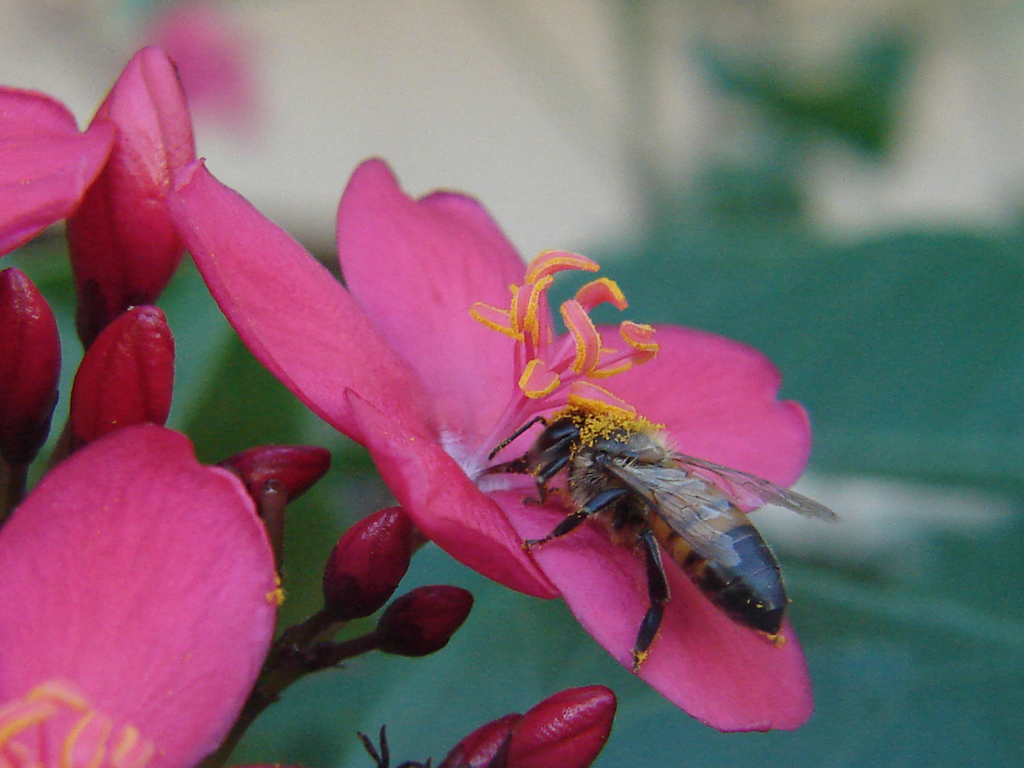
Una abella de la mel a Kaunakakai (Hawaii)
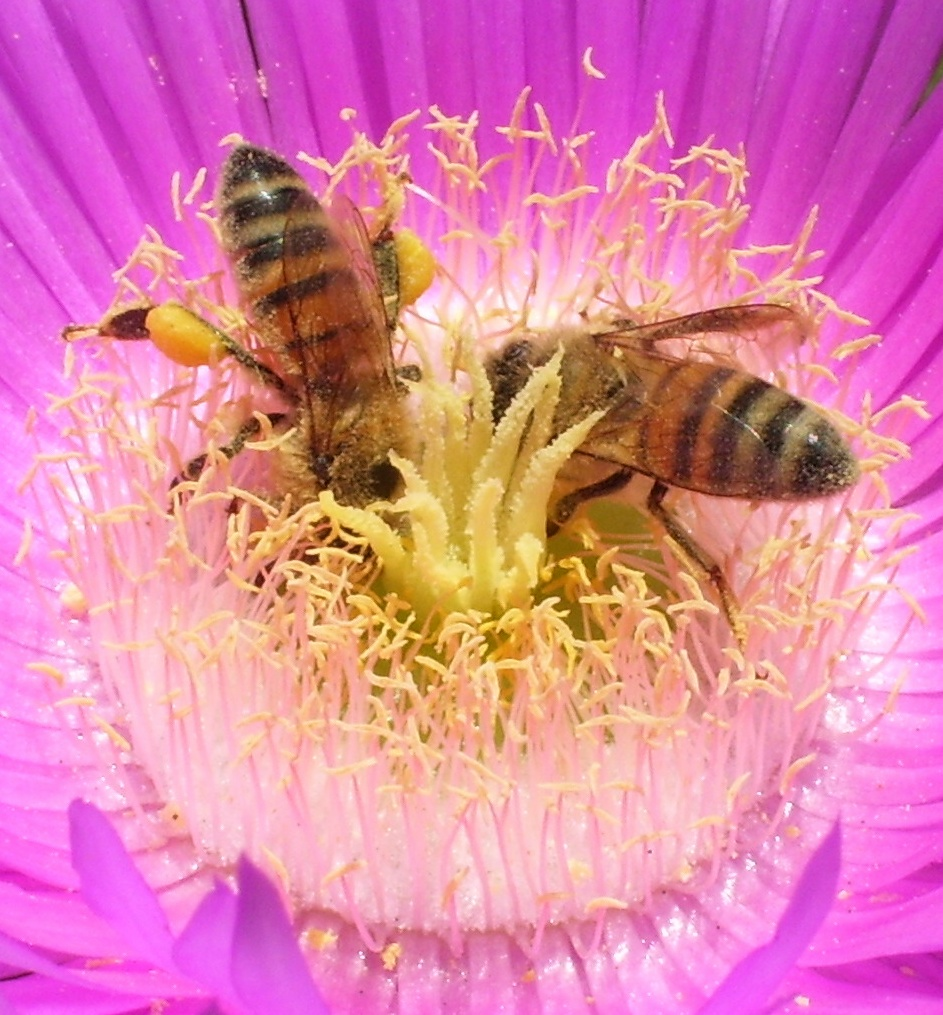
Abelles de la mel al Líban
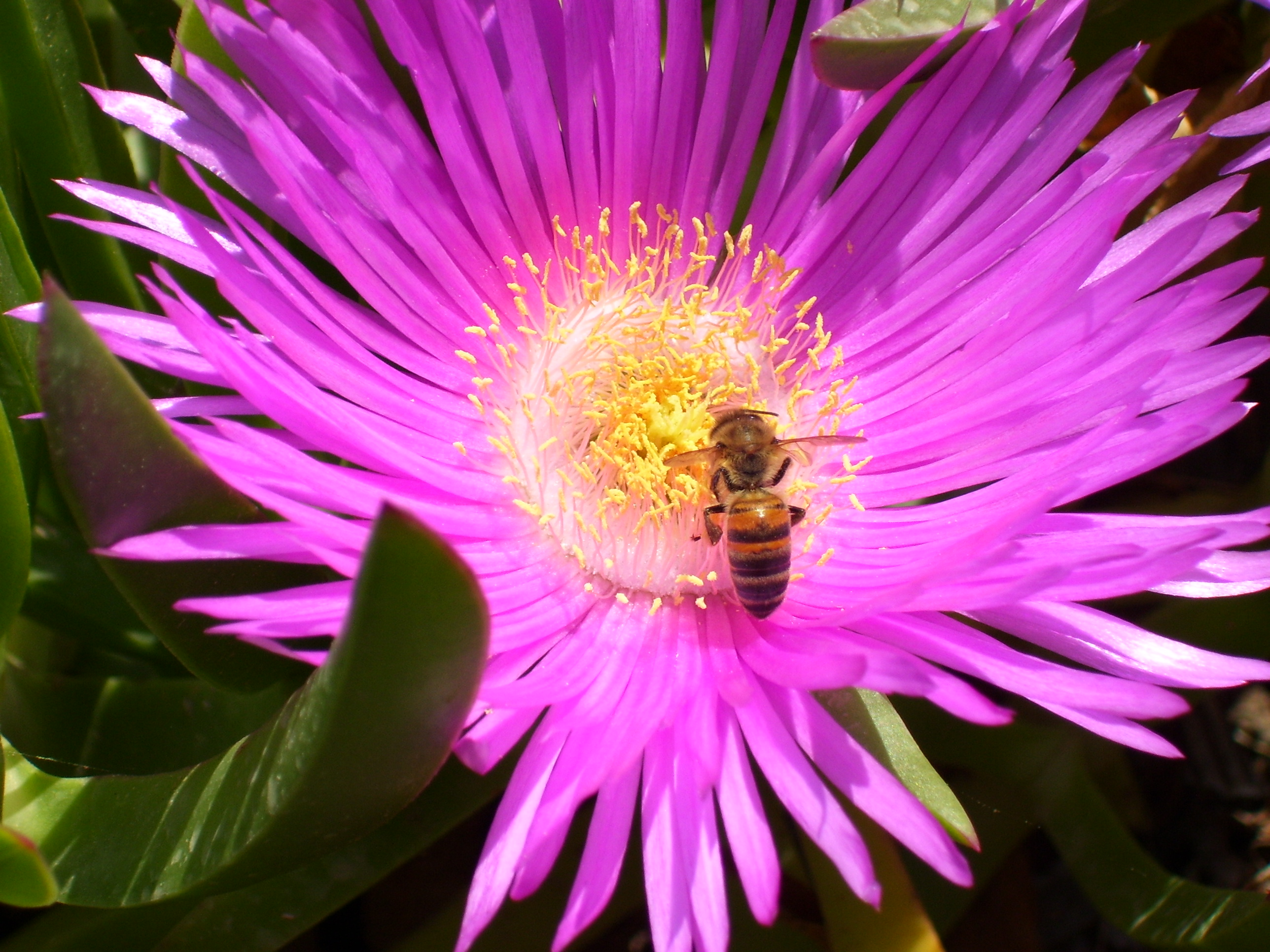
Abella de la mel al Líban
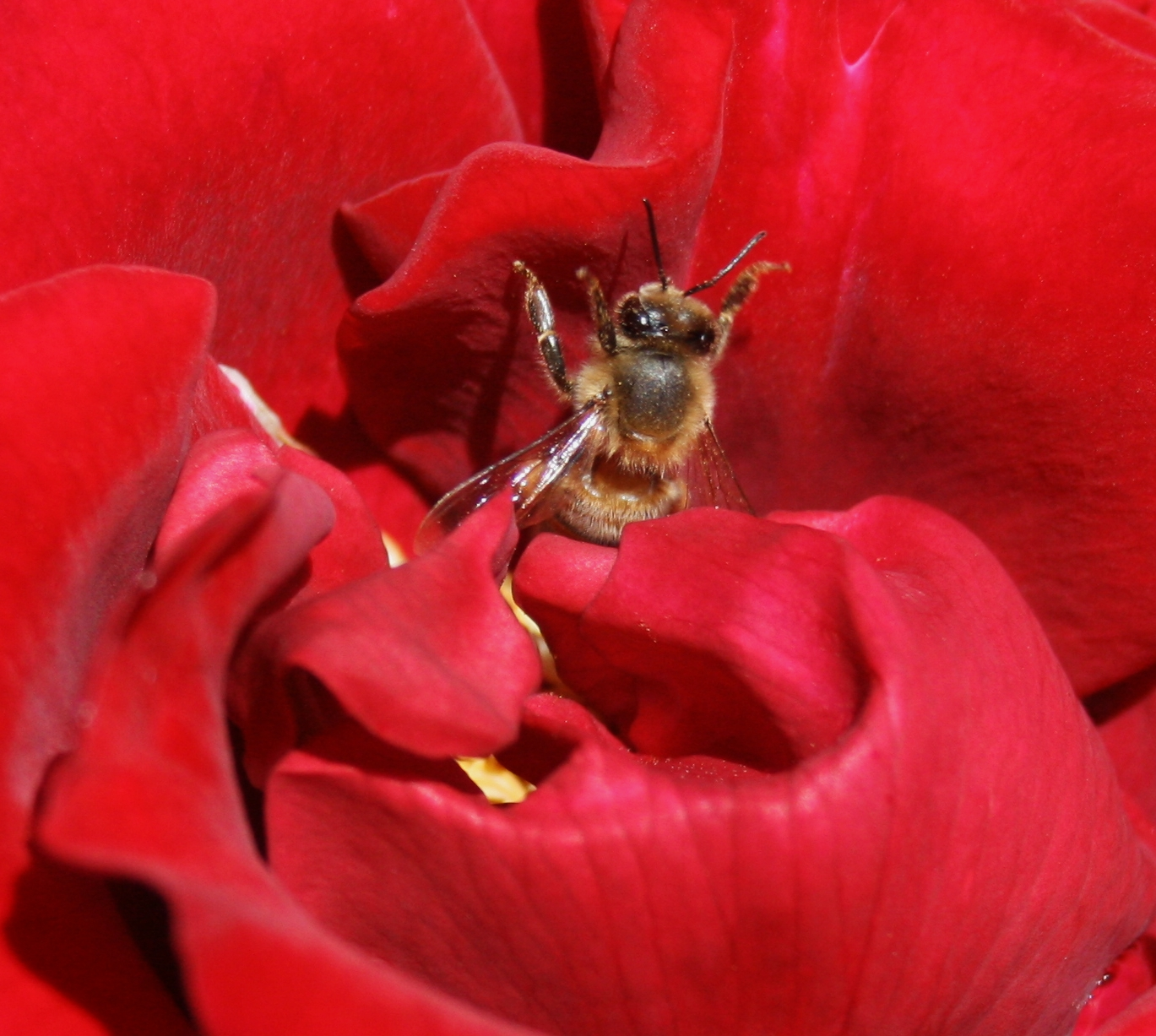
Una abella de la mel recull pol·len d'una rosa
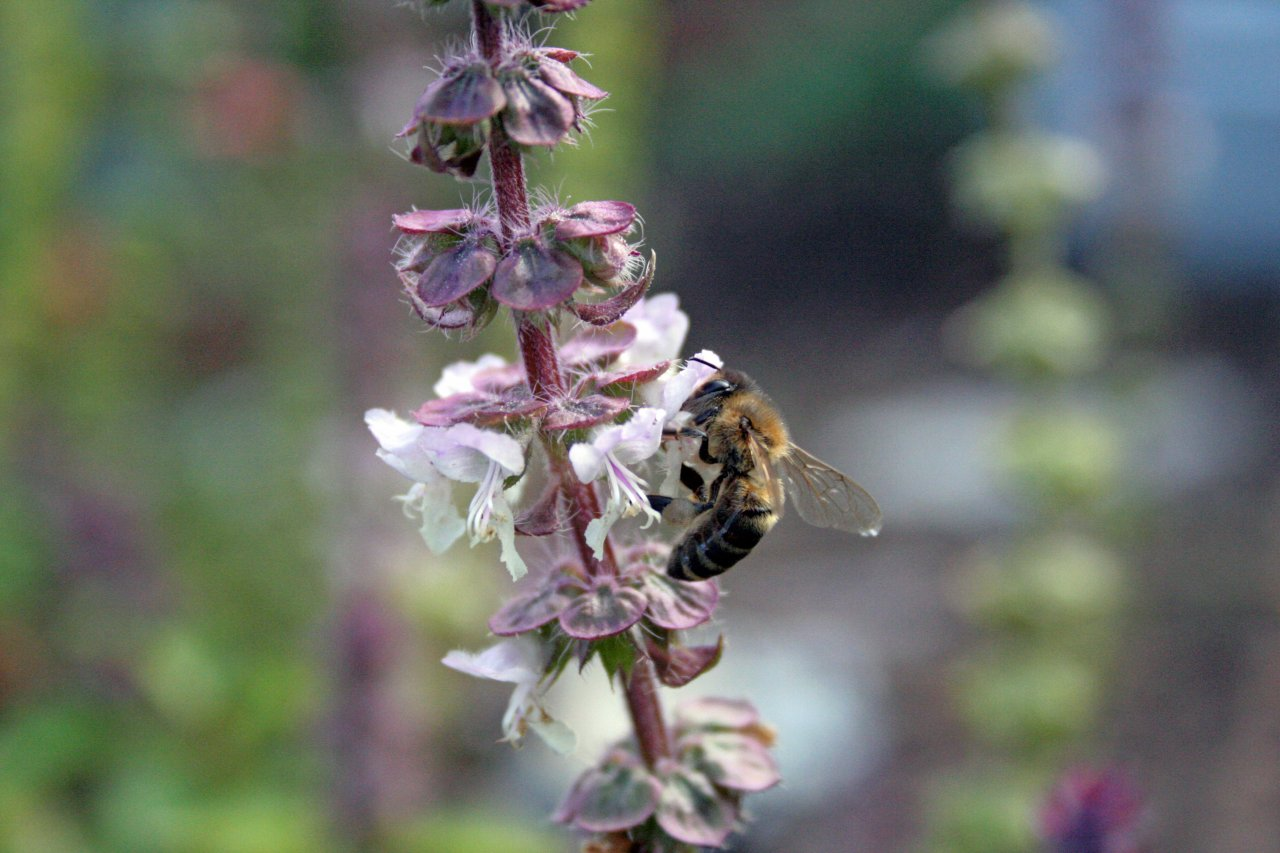
Una abella de la mel recull nèctar de flors petites. McKinney (Texas)
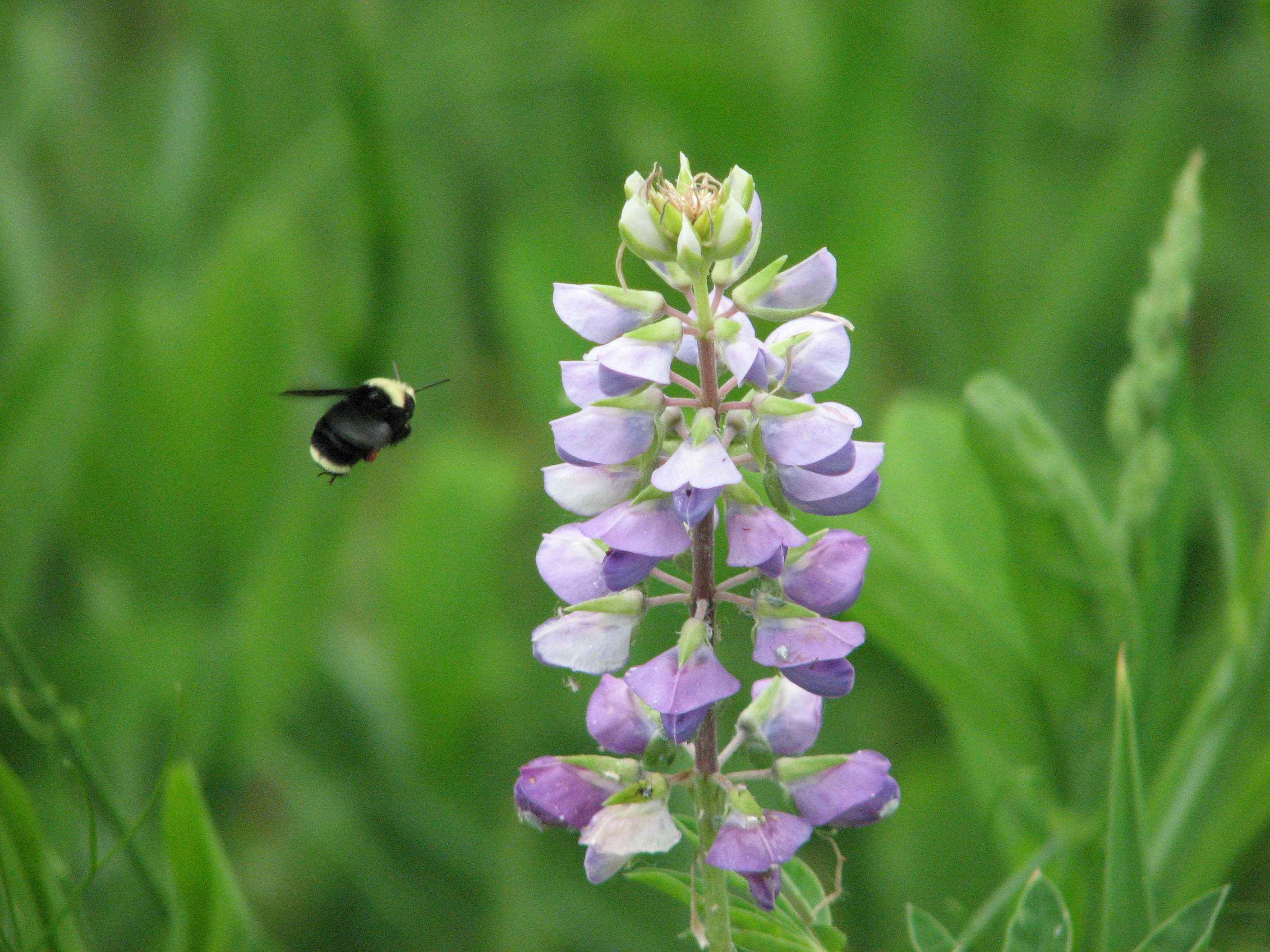
Un borinot vola davant d'un llobí
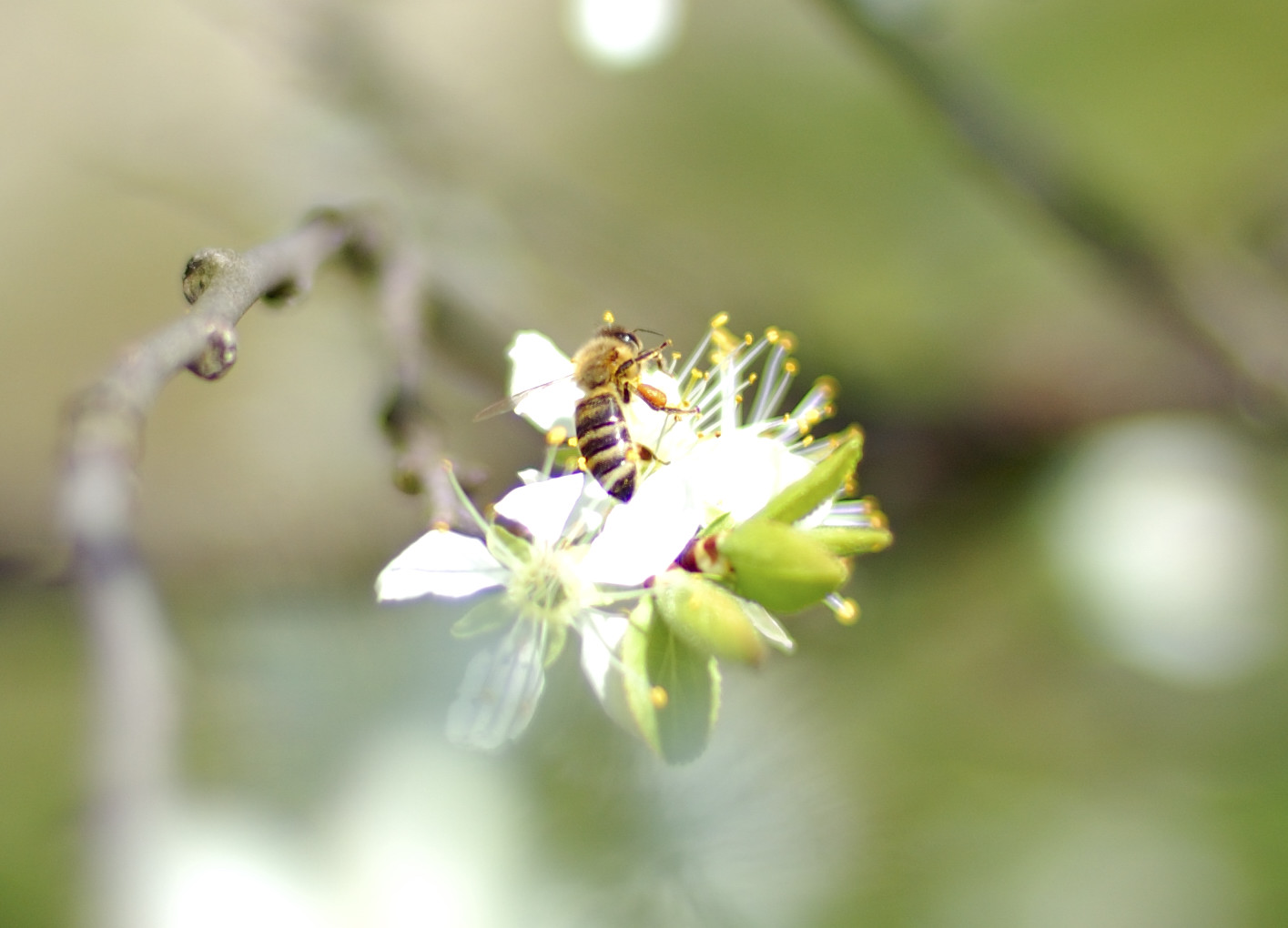
Una abella de la mel davant d'una flor de pomera
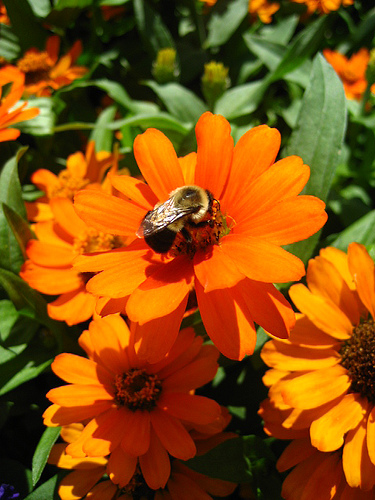
Un borinot a Mont-real
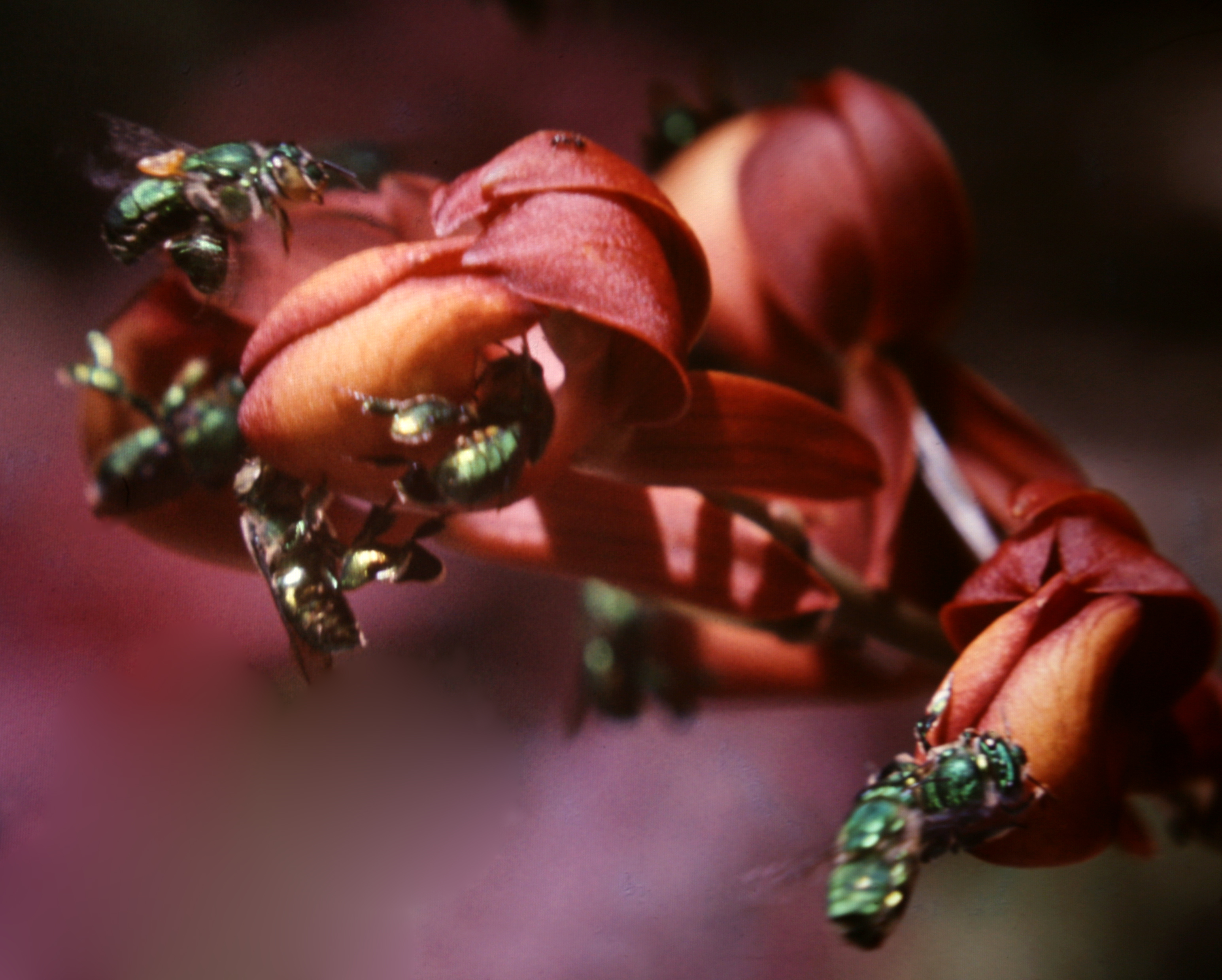
Euglossinis sobre una orquídia de l'espècie Mormodes buccinator (Surinam)
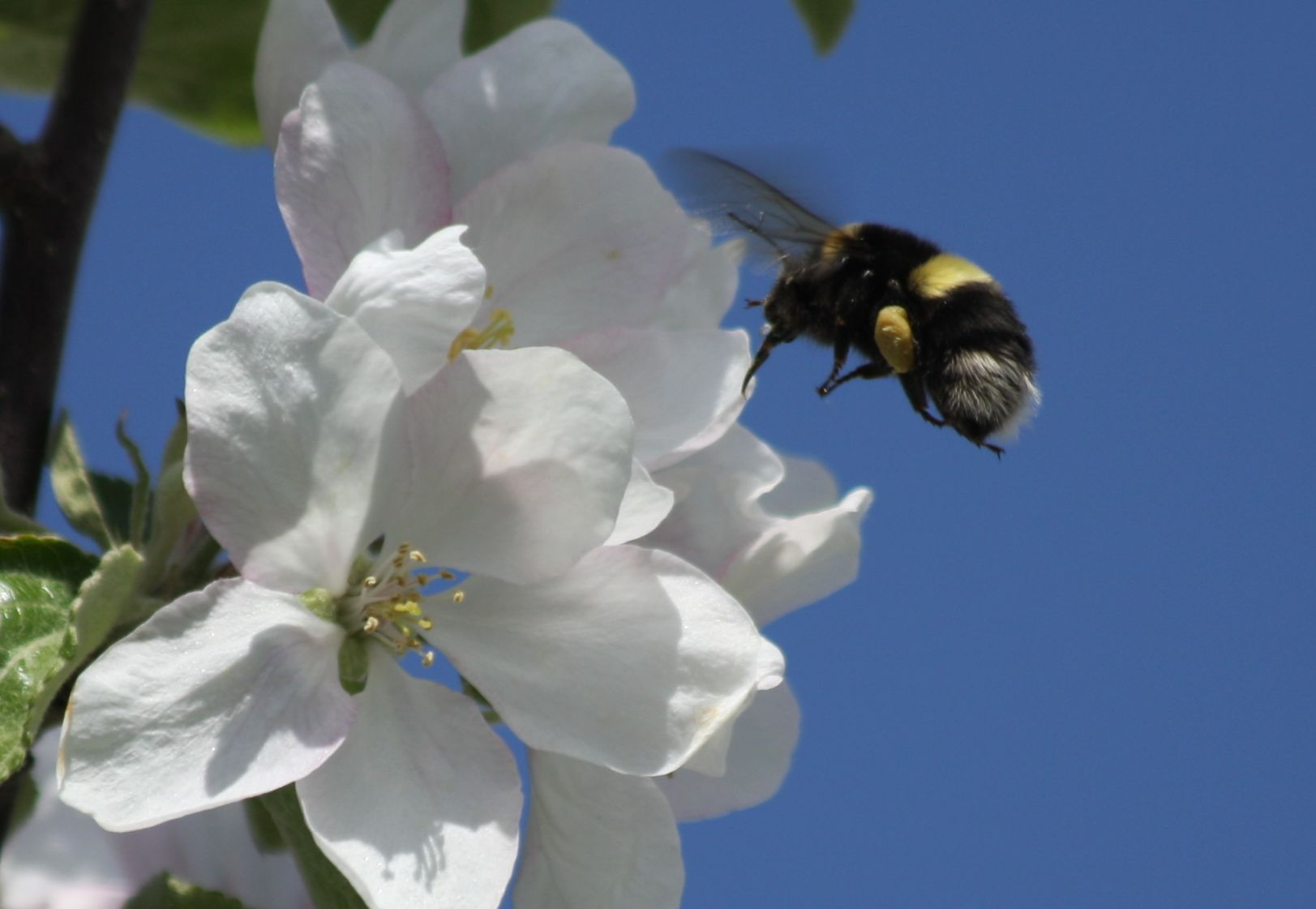
Un borinot s'acosta a una flor de pomera a Calgary (Alberta)
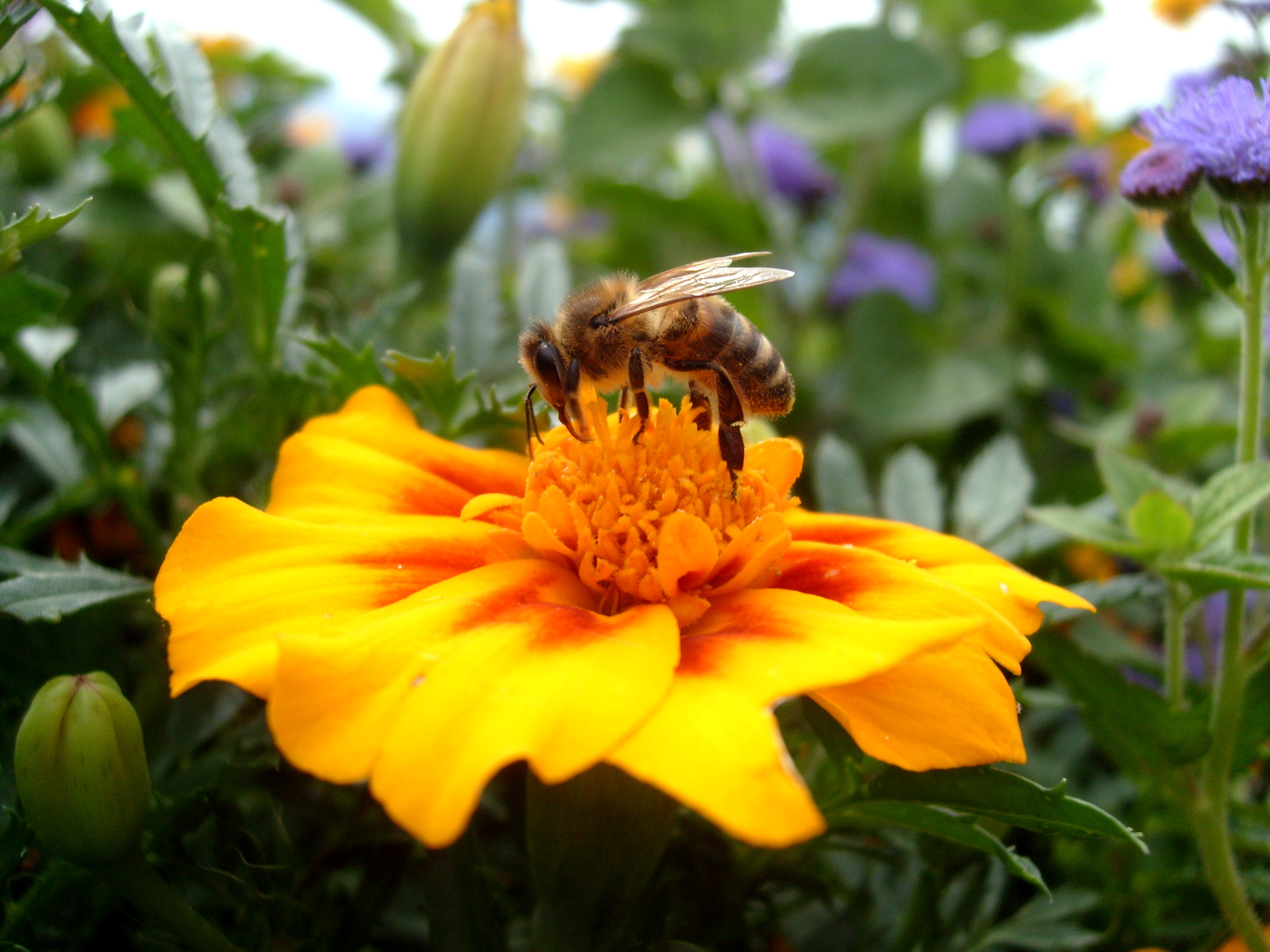
Abella de la mel
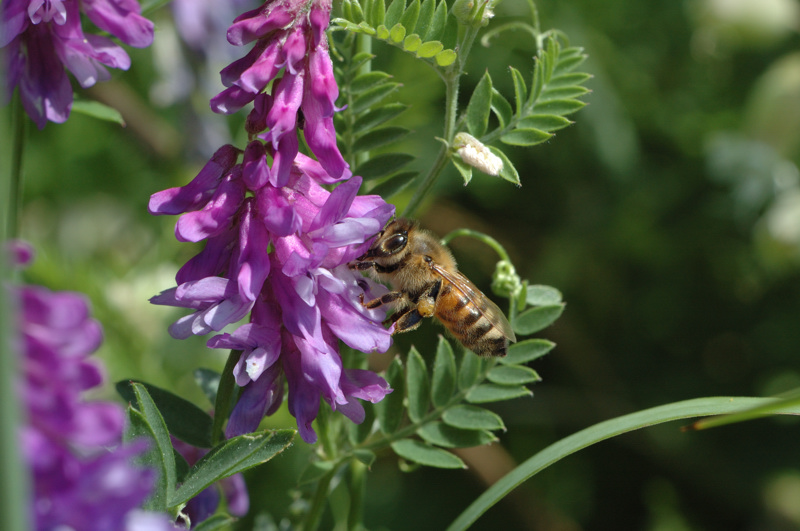
Una abella de la mel sobre Vicia cracca al Quebec (Canadà)
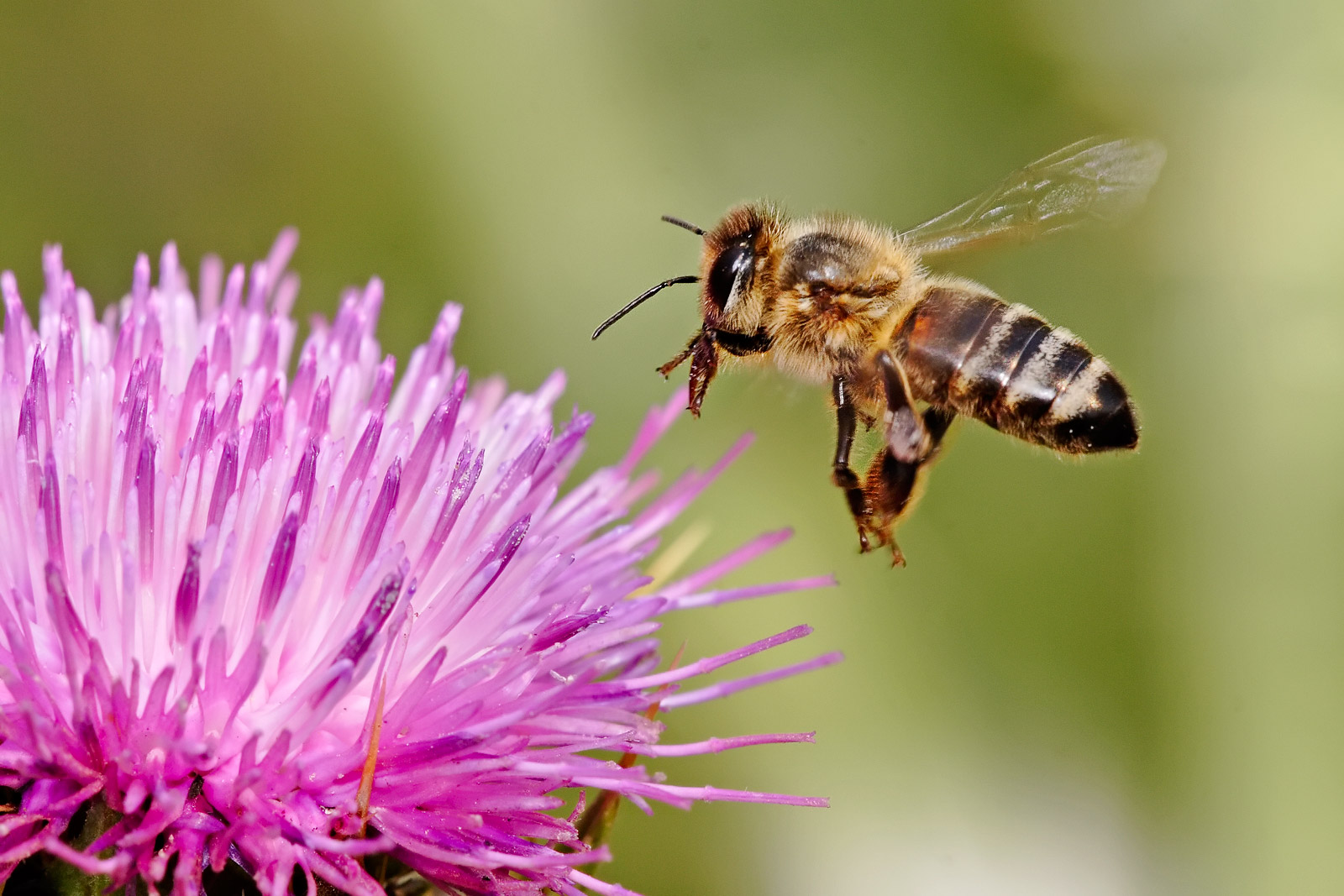
Una abella de la mel s'acosta a una flor de card